# Leichtathletik-Europameisterschaften 2006/Diskuswurf der Frauen

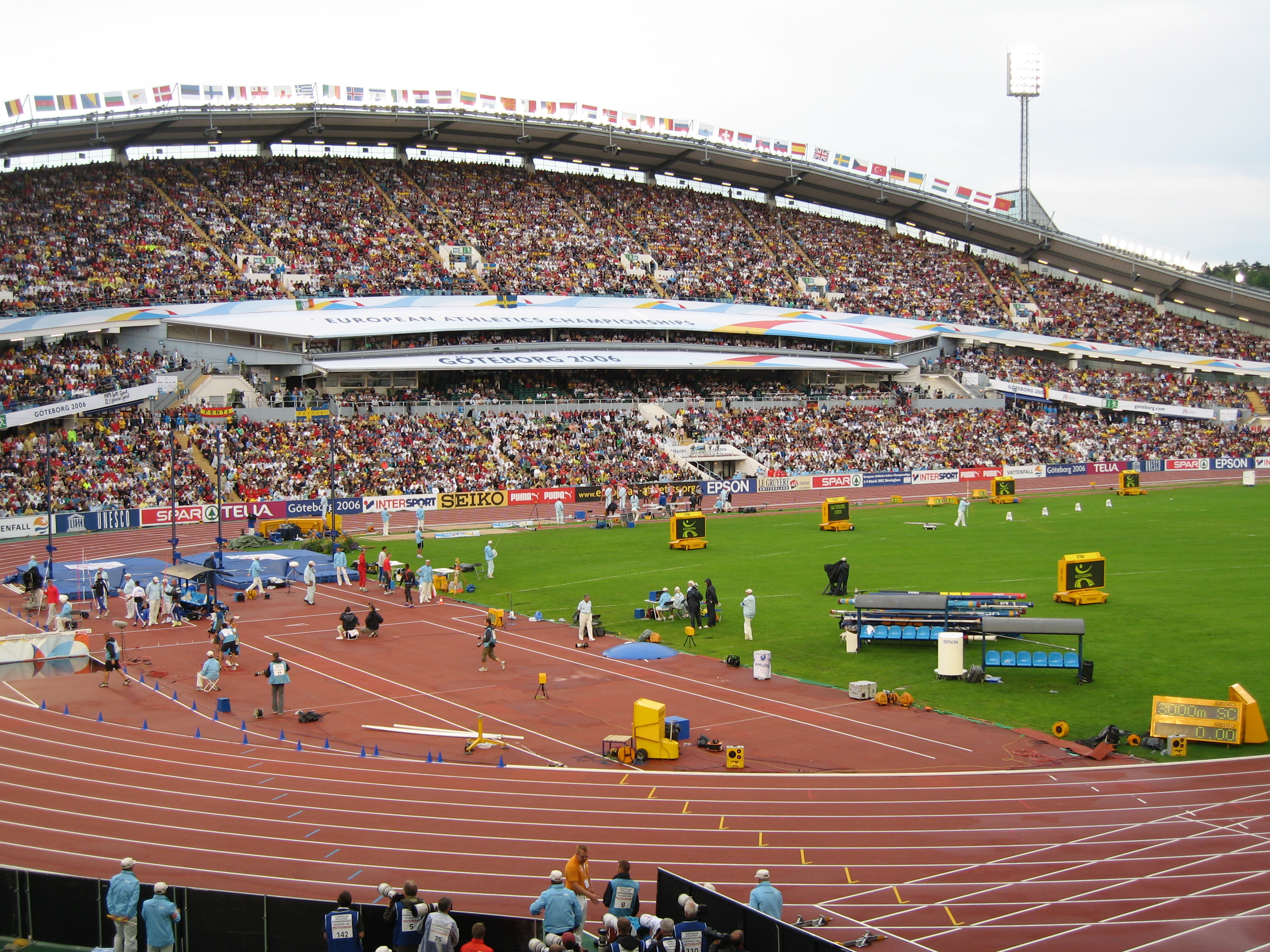
Das Ullevi-Stadion in Göteborg während der Europameisterschaften 2006

Der Diskuswurf der Frauen bei den Leichtathletik-Europameisterschaften 2006 wurde am 8. und 10. August 2006 im Ullevi-Stadion der schwedischen Stadt Göteborg ausgetragen.
Europameisterin wurde die Russin Darja Pischtschalnikowa.
Sie gewann vor der deutschen Weltmeisterin von 1999/2005 und Europameisterin von 1998 Franka Dietzsch.
Bronze ging an die rumänische WM-Zweite von 2001, WM-Dritte von 1999 und EM-Dritte von 1998 Nicoleta Grasu.

## Rekorde

### Bestehende Rekorde
| Weltrekord           | 7 6,80 m | Gabriele Reinsch | Neubrandenburg, DDR (heute Deutschland) | 9. Juli 1988    |
| Europarekord         | 7 6,80 m | Gabriele Reinsch | Neubrandenburg, DDR (heute Deutschland) | 9. Juli 1988    |
| Meisterschaftsrekord | 71,36 m  | Diana Sachse     | EM Stuttgart, BR Deutschland            | 28. August 1986 |

Der bestehende EM-Rekord wurde bei diesen Europameisterschaften nicht erreicht. Die größte Weite erzielte die spätere Vizeeuropameisterin Franka Dietzsch aus Deutschland in der Qualifikation (Gruppe A) mit 65,93 m, womit sie 5,43 m unter dem Rekord blieb. Zum Welt- und Europarekord fehlten ihr 10,87 m.

### Rekordverbesserung
Es wurde ein neuer Landesrekord aufgestellt:

63,63 m – Dragana Tomašević (Serbien), Qualifikation am 8. August, zweiter Versuch

## Doping
Auch im Diskuswurf wurde eine Athletin des Dopingmissbrauchs überführt. Das Resultat der zunächst neuntplatzierten Belarussin Iryna Jattschanka wurde wie auch ihr dritter Rang bei den Olympischen Spielen 2004 gestrichen.
Leidtragende dieses Dopingbetrugs war in erster Linie die Österreicherin Veronika Watzek, die in der Qualifikation als eigentliche Zwölfte das Recht auf die Finalteilnahme erworben hatte. Sie durfte jedoch nicht dabei sein, weil sie wegen des noch nicht geahndeten Dopingbetrugs zunächst als Dreizehnte eingestuft war.

## Legende
Kurze Übersicht zur Bedeutung der Symbolik – so üblicherweise auch in sonstigen Veröffentlichungen verwendet:
| DOP | wegen Dopingvergehens disqualifiziert |
| –   | verzichtet                            |
| x   | ungültig                              |

## Qualifikation
Neunzehn Wettbewerberinnen traten in zwei Gruppen zur Qualifikationsrunde an. Acht von ihnen (hellblau unterlegt) übertrafen die Qualifikationsweite für den direkten Finaleinzug von 61,00 m. Damit war die Mindestzahl von zwölf Finalteilnehmerinnen nicht erreicht. Das Finalfeld wurde mit den vier nächstplatzierten Sportlerinnen (hellgrün unterlegt) auf zwölf Werferinnen aufgefüllt. So reichten für die Finalteilnahme schließlich 58,72 m. Zu den Finalistinnen gehörte auch die später wegen Dopingbetrugs disqualifizierte Belarussin Iryna Jattschanka, die so einer Athletin, der Österreicherin Veronika Watzek, den Finalplatz wegnahm.

## Gruppe A

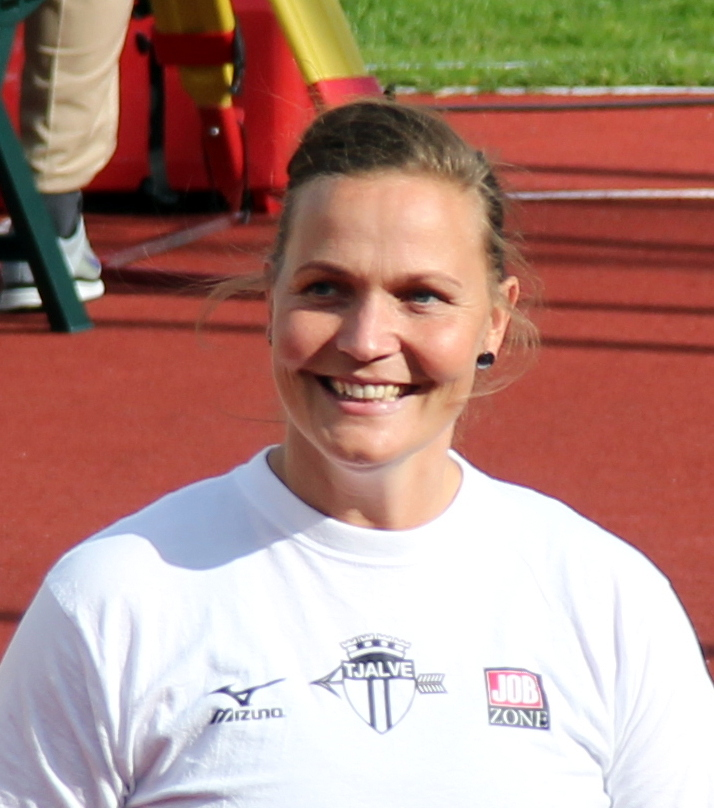
Mit 54,44 m war für Grete Etholm kein Weiterkommen möglich

8. August 2006, 10:10 Uhr
| Platz | Name                    | Nation      | Bestweite (m) | 1. Versuch (m) | 2. Versuch (m) | 3. Versuch (m) | Anmerkung                 |
| 1     | Franka Dietzsch         | Deutschland | 65,93         | 65,93          | –              | –              |                           |
| 2     | Nicoleta Grasu          | Rumänien    | 63,27         | x              | x              | 63,27          |                           |
| 3     | Joanna Wiśniewska       | Polen       | 61,83         | 61,83          | –              | –              |                           |
| 4     | Kateryna Karsak         | Ukraine     | 60,91         | 58,04          | 60,91          | 57,33          |                           |
| 5     | Darja Pischtschalnikowa | Russland    | 59,15         | 57,18          | 57,79          | 59,15          |                           |
| 6     | Vera Begić              | Kroatien    | 55,61         | 48,71          | x              | 55,61          |                           |
| 7     | Laura Bordignon         | Italien     | 55,50         | 55,50          | 55,42          | 53,80          |                           |
| 8     | Grete Etholm            | Norwegen    | 54,44         | 52,84          | x              | 54,44          |                           |
| DOP   | Iryna Jattschanka       | Belarus     | 61,00         | –              | x              | –              | für das Finale zugelassen |

## Gruppe B

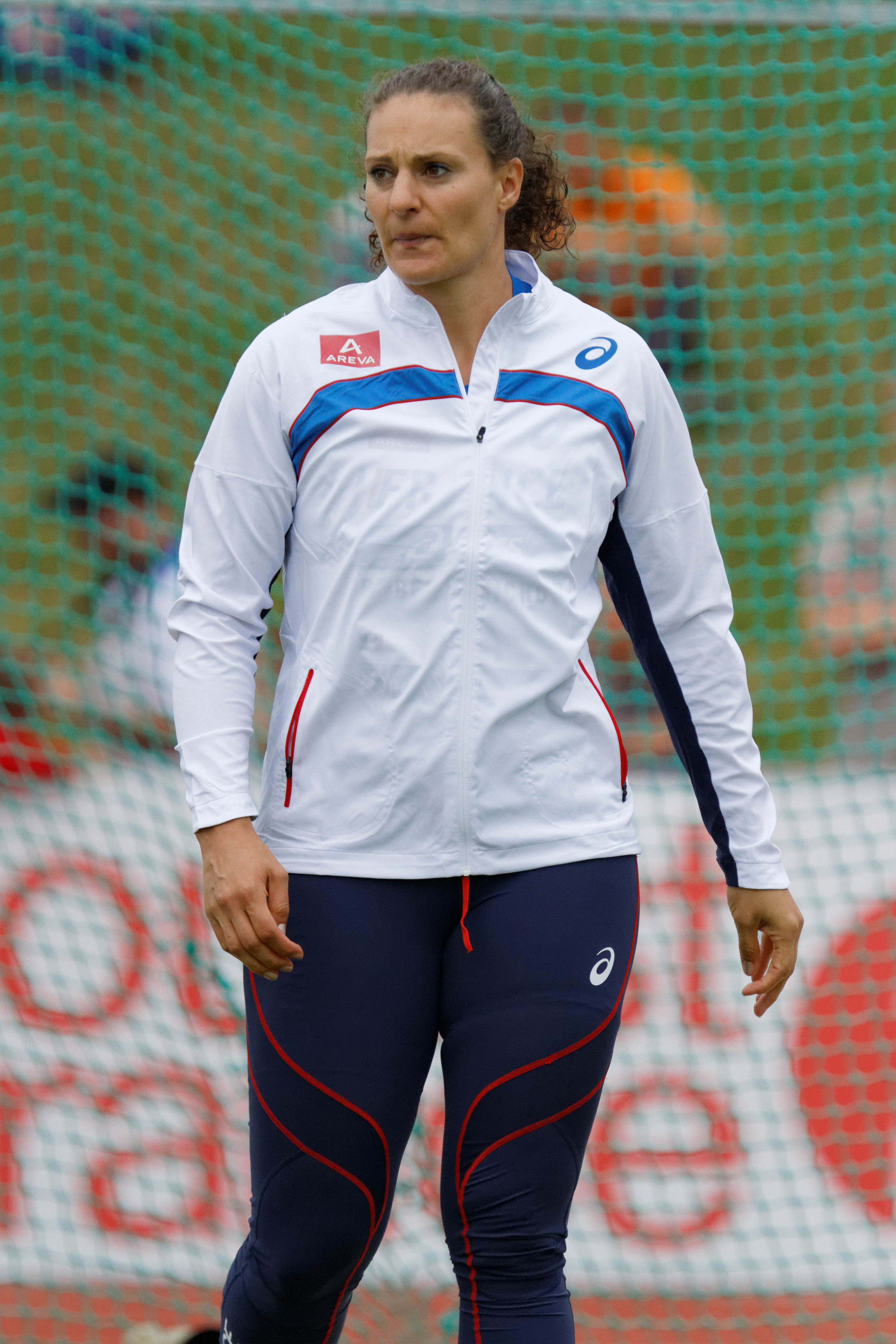
Mélina Robert-Michon erreichte mit ihren 53,77 m nicht das Finale
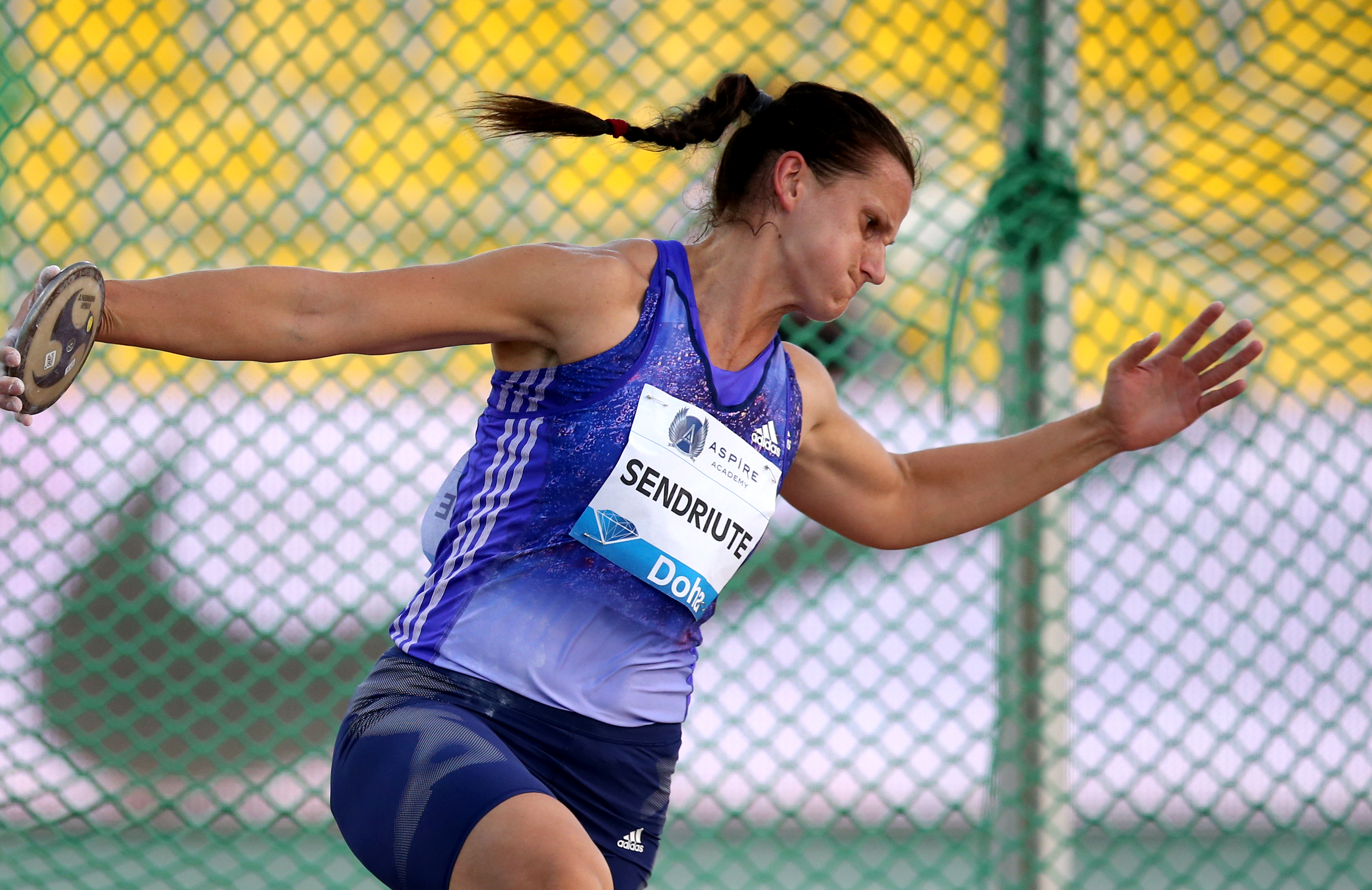
Zinaida Sendriūtė schied mit 53,22 m in der Qualifikation aus

8. August 2006, 11:20 Uhr
| Platz | Name                      | Nation     | Bestweite (m) | 1. Versuch (m) | 2. Versuch (m) | 3. Versuch (m) | Anmerkung                              |
| 1     | Dragana Tomašević         | Serbien    | 63,63 NR      | 56,37          | 63,63          | –              |                                        |
| 2     | Anna Söderberg            | Schweden   | 62,26000      | 59,71          | 59,41          | 62,26          |                                        |
| 3     | Wioletta Potępa           | Polen      | 62,01000      | x              | 62,01          | –              |                                        |
| 4     | Nataliya Semenova         | Ukraine    | 61,11000      | 58,08          | 55,24          | 61,11          |                                        |
| 5     | Věra Pospíšilová-Cechlová | Tschechien | 60,45000      | x              | 60,45          | 57,83          |                                        |
| 6     | Elina Swerawa             | Belarus    | 58,72000      | x              | x              | 58,72          |                                        |
| 7     | Veronika Watzek           | Österreich | 57,20000      | 53,55          | 57,20          | x              | eigentlich für das Finale qualifiziert |
| 8     | Mélina Robert-Michon      | Frankreich | 53,77000      | x              | 52,55          | 53,77          |                                        |
| 9     | Zinaida Sendriūtė         | Litauen    | 53,22000      | 53,22          | x              | x              |                                        |
| 10    | Sivan Jean                | Israel     | 49,98000      | x              | 47,70          | 49,98          |                                        |

## Finale
10. August 2006, 19:30 Uhr
| Platz | Name                      | Nation      | Resultat (m) | 1. Versuch (m) | 2. Versuch (m) | 3. Versuch (m) | 4. Versuch (m)                              | 5. Versuch (m)                              | 6. Versuch (m)                              |
| 1     | Darja Pischtschalnikowa   | Russland    | 65,55        | 55,76          | 55,40          | 60,81          | 65,55                                       | x                                           | 61,05                                       |
| 2     | Franka Dietzsch           | Deutschland | 64,35        | 63,88          | x              | x              | 62,58                                       | 64,35                                       | x                                           |
| 3     | Nicoleta Grasu            | Rumänien    | 63,58        | 63,58          | x              | x              | 62,99                                       | x                                           | 62,48                                       |
| 4     | Kateryna Karsak           | Ukraine     | 62,45        | 61,66          | 60,40          | x              | 56,76                                       | 62,45                                       | x                                           |
| 5     | Wioletta Potępa           | Polen       | 61,78        | 61,03          | 57,88          | 61,78          | 61,20                                       | 56,75                                       | x                                           |
| 6     | Elina Swerawa             | Belarus     | 61,72        | 61,29          | 61,72          | 59,26          | x                                           | 59,69                                       | x                                           |
| 7     | Věra Pospíšilová-Cechlová | Tschechien  | 60,71        | 58,36          | 60,54          | 57,08          | 56,04                                       | 60,71                                       | x                                           |
| 8     | Dragana Tomašević         | Serbien     | 60,20        | 60,20          | 56,87          | x              | 59,77                                       | 59,52                                       | x                                           |
| 9     | Nataliya Semenova         | Ukraine     | 59,99        | 59,12          | 59,99          | x              | nicht im Finale der besten acht Werferinnen | nicht im Finale der besten acht Werferinnen | nicht im Finale der besten acht Werferinnen |
| 10    | Anna Söderberg            | Schweden    | 59,60        | 53,06          | x              | 59,60          | nicht im Finale der besten acht Werferinnen | nicht im Finale der besten acht Werferinnen | nicht im Finale der besten acht Werferinnen |
| 11    | Joanna Wiśniewska         | Polen       | 59,41        | x              | 59,41          | x              | nicht im Finale der besten acht Werferinnen | nicht im Finale der besten acht Werferinnen | nicht im Finale der besten acht Werferinnen |
| DOP   | Iryna Jattschanka         | Belarus     | 59,65        | 59,65          | x              | x              | nicht im Finale der besten acht Werferinnen | nicht im Finale der besten acht Werferinnen | nicht im Finale der besten acht Werferinnen |

Die Teilnehmerliste wies einige Werferinnen mit jahrelanger Erfahrung auf. Die wegen Verstoßes gegen die Dopingbestimmungen nachträglich disqualifizierte Belarussin Iryna Jattschanka (40 Jahre) und die sechstplatzierte Belarussin Elina Swerawa (45 Jahre) waren beide schon bei den Europameisterschaften 1990 für die Sowjetunion im Ring gewesen. Die Deutsche Franka Dietzsch (38 Jahre) und die Rumänin Nicoleta Grasu (34 Jahre) erreichten wie bereits 1998 das Siegerpodest. Franka Dietzsch ging als Weltjahresbeste favorisiert in den Wettkampf, wurde ihrer Rolle jedoch nicht ganz gerecht. Die 21-jährige Siegerin Darja Pischtschalnikowa – sie warf persönliche Bestleistung – ist seit 2001 erfolgreich, als sie Jugendeuropameisterin und Jugendvizeweltmeisterin wurde.
Die achtplatzierte Serbin Dragana Tomašević stellte in der Qualifikation mit 63,63 m einen neuen Landesrekord auf. Im Finale blieb sie mehr als drei Meter hinter dieser Weite und kam auf den achten Platz.

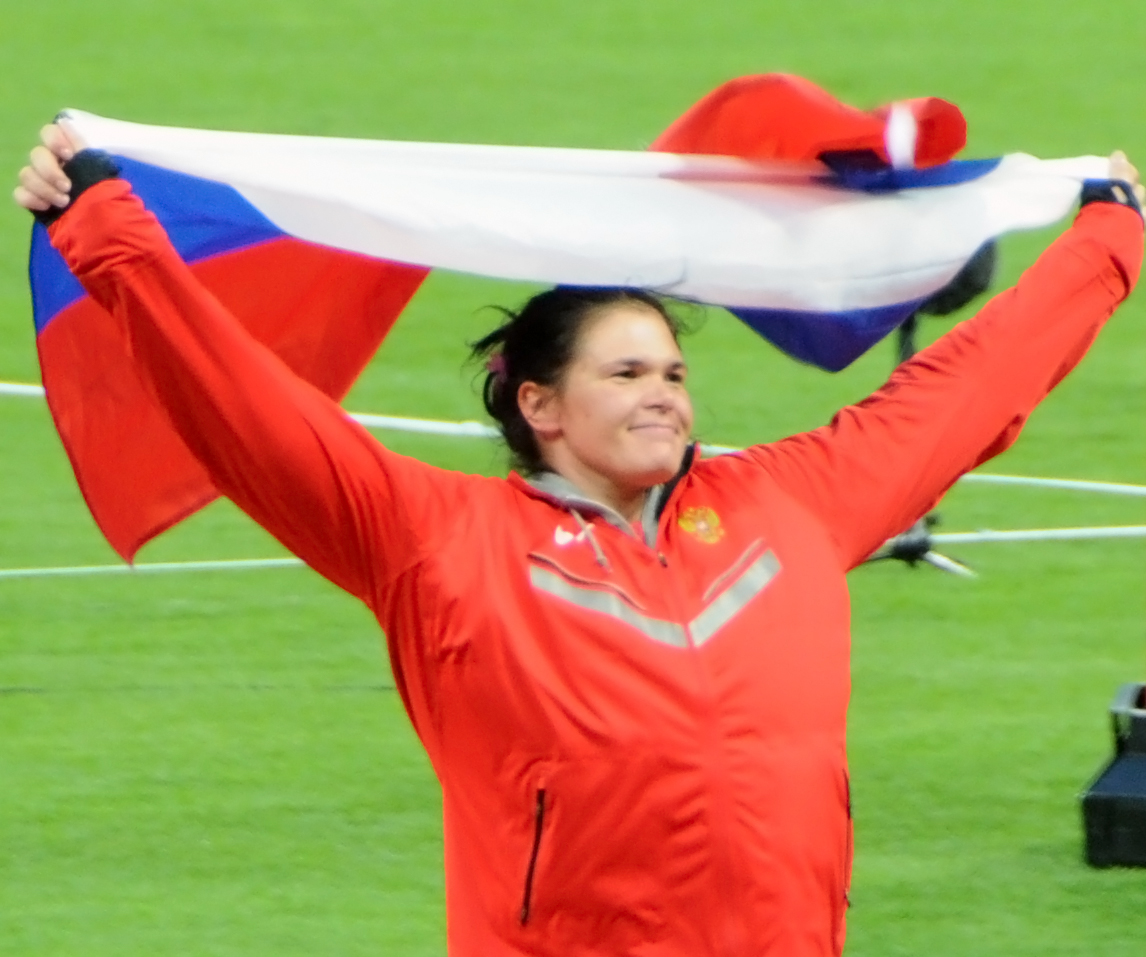
Europameisterin Darja Pischtschalnikowa – sie war später in eine Dopingaffäre verstrickt, ihre Silbermedaille von der WM 2007 musste sie abgeben, außerdem gab es eine Sperre
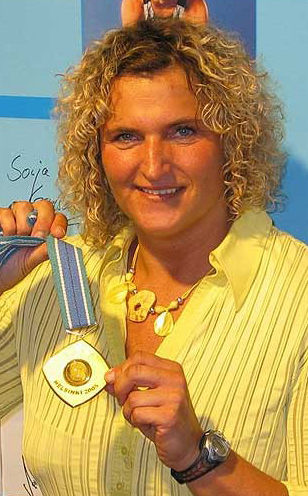
Vizeeuropameisterin Franka Dietzsch, 1999 und 2005 Weltmeisterin und 1998 Europameisterin – 2007 wurde sie noch einmal Weltmeisterin
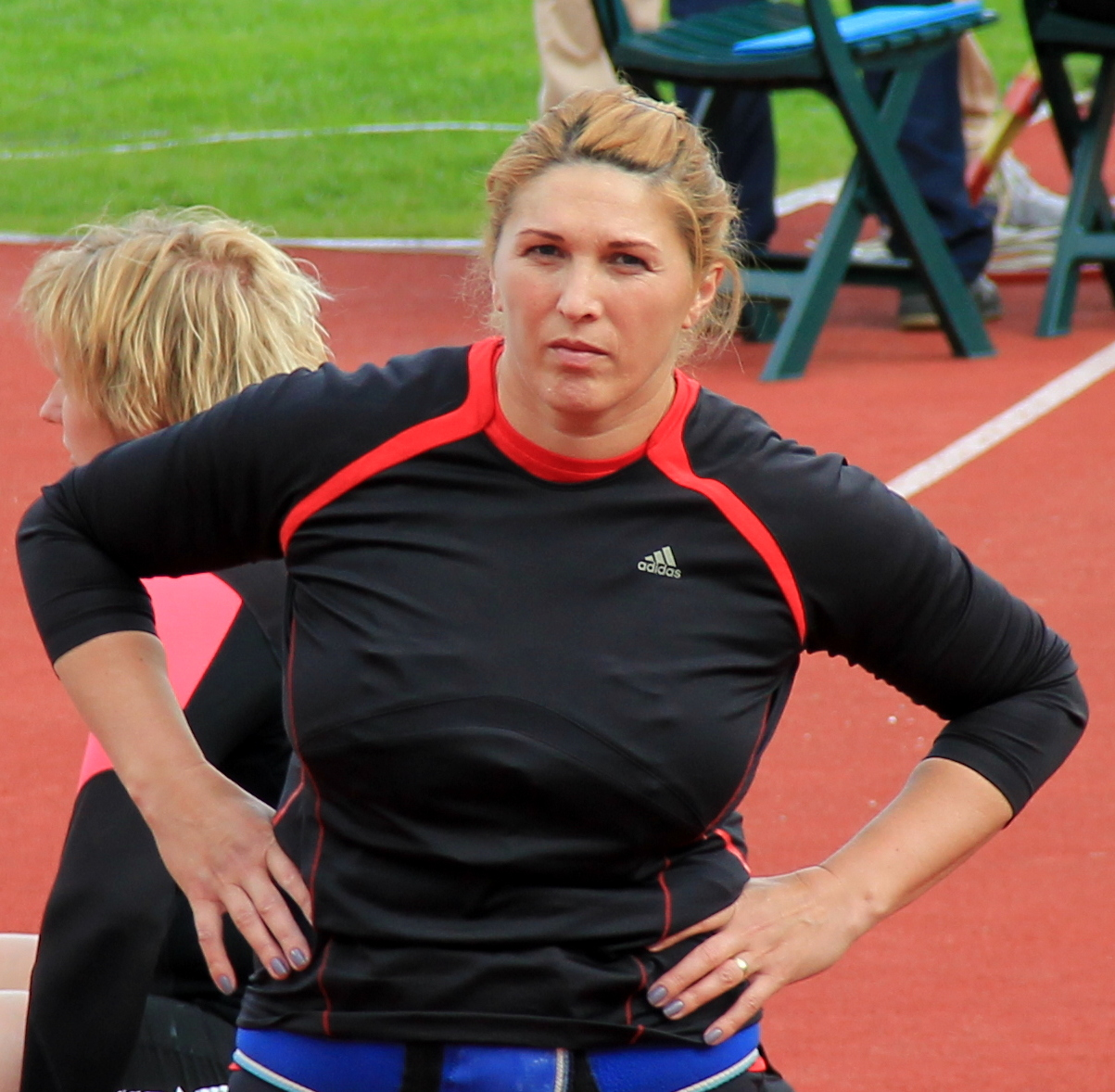
BronzemedaillengewinnerinNicoleta Grasu, 2001 WM-Zweite, 1999 WM-Dritte und 1998 EM-Dritte – 2009 gab es noch einmal WM-Bronze und 2010 EM-Bronze für sie

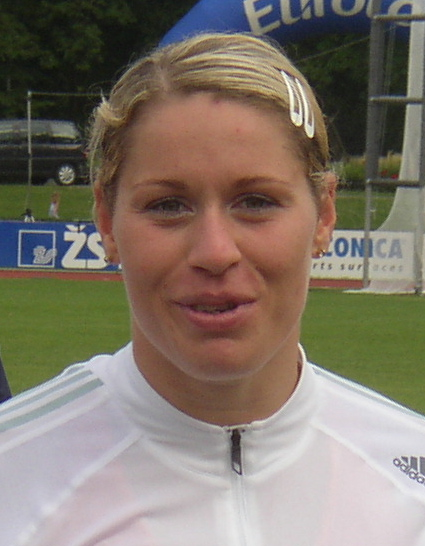
Věra Pospíšilová-Cechlová wurde Siebte, 2004 hatte sie Olympiabronze und 2005 WM-Bronze errungen
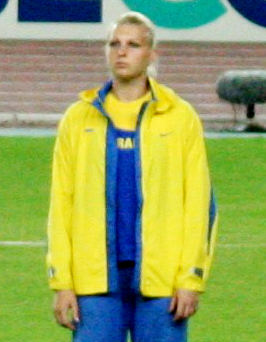
Nataliya Semenova erreichte Platz neun
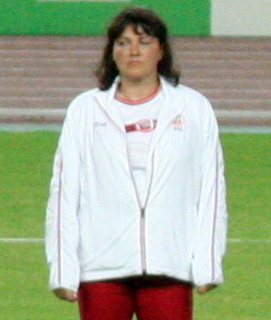
Joanna Wiśniewska belegte Rang elf

## Videolinks
- 2006 European Championships Women's Discus - 1st Darya Pishchalnikova, youtube.com, abgerufen am 6. Februar 2023
- 2006 European Championships Women's Discus - 2nd Franka Dietzsch, youtube.com, abgerufen am 6. Februar 2023
- 2006 European Championships Women's Discus - 3rd Nicoleta Grasu, youtube.com, abgerufen am 6. Februar 2023